# Robert Picardo
Robert Picardo (* 27. října 1953 Filadelfie, Pensylvánie) je americký herec.
Jeho rodina je italského původu. Vystudoval herectví na Yale University, během studia se věnoval zpěvu a cappella. Ve druhé polovině 70. let hrál v broadwayských inscenacích Gemini a Tribute. Jeho filmovým debutem je snímek Joea Dantea Kvílení vlkodlaků (1981). S režisérem Dantem dále spolupracoval, hrál v jeho filmech, jako jsou např. Badatelé, Lidé z předměstí, Looney Tunes: Zpět v akci, Matiné, Gremlins 2: Nová generace, Malí válečníci nebo Vnitřní vesmír. Na přelomu 80. a 90. let hrál ve válečném seriálu China Beach, začátkem 90. let se objevil v sitcomu Kutil Tim. Od roku 1995 se pohyboval ve sci-fi prostředí Star Treku. Ztvárnil postavu Pohotovostního zdravotnického hologramu (PZH) v seriálu Star Trek: Vesmírná loď Voyager (1995–2001), v této roli se objevil také ve snímku Star Trek: První kontakt (1996) a v epizodě „Doktor Bashir, předpokládám“ (1997) seriálu Star Trek: Stanice Deep Space Nine. Ve Vesmírné lodi Voyager (jejíž dvě epizody také režíroval) a Stanici Deep Space Nine hrál též doktora Lewise Zimmermana, tvůrce PZH. V prvním desetiletí 21. století se kromě hostování v různých seriálech objevil i v dalším sci-fi, ve světě Hvězdné brány, kde se jako Richard Woolsey vyskytl v seriálech Hvězdná brána, Hvězdná brána: Atlantida a Hvězdná brána: Hluboký vesmír.
V letech 1984–2014 byl ženatý s Lindou Pawlikovou, se kterou má dvě dcery, Ginu a Nicky.